# Luigi Naviglio
Luigi Naviglio (Firenze, 12 luglio 1936 – Milano, 22 novembre 2001) è stato uno scrittore, fumettista e giornalista italiano, noto come scrittore di fantascienza con gli pseudonimi di Louis Navire e Lewis Flash.
È stato uno dei pochi scrittori di professione in Italia a vivere della propria opera, producendo storie dei più svariati generi: oltre alla fantascienza, scrisse western, romanzi rosa, racconti storici, erotici, storie di vita vissuta; sceneggiò inoltre un gran numero di fumetti e fotoromanzi, scrivendo anche rubriche d'appendice per pubblicazioni da edicola e servizi giornalistici.

## Biografia
Nato a Firenze nel 1936, si trasferì a Milano nel 1947. Compromessa col regime fascista, la sua famiglia dopo il 1945 subì l'epurazione, vivendo in ristrettezze economiche per alcuni anni.
Fotoreporter di professione e collaboratore di molti rotocalchi a larga tiratura, Naviglio fece il suo esordio come scrittore di fantascienza in un'epoca in cui gli autori italiani pubblicavano sotto pseudonimi rigorosamente anglosassoni. Assunse così il nom de plume di Louis Navire con cui è rimasto più noto, ma ne utilizzò anche vari altri: Lewis Flash, Jack Azimov (condiviso con Pierfrancesco Prosperi e Antonio Bellomi), Red Fayad, Samy Fayas, Alex Gordon, Nina Laru, Fred Mc Murray, Louis Nigra, Red Ryan.
Fu uno degli autori più prolifici del genere fantascientifico in Italia: dal 1963 al 1967 scrisse 10 romanzi (tutti tradotti nelle collane dell'editore Ponzoni in Francia), molti dei quali originariamente pubblicati a puntate, a cui si aggiungono due ulteriori romanzi scritti nei decenni successivi e un totale di 77 racconti, l'ultimo dei quali pubblicato nel 1990.
Il suo primo romanzo fu Un libro nella polvere del 1964, pubblicato nella storica collana Cosmo di Ponzoni Editore; l'ultimo - scritto assieme a Vittorio Curtoni - è stato il romanzo breve Spettri stellari del 1979. Quello che Ernesto Vegetti definì il suo migliore romanzo, Un carro nel cielo del 1965, venne tradotto in tedesco.
Sempre per l’editore Ponzoni, scrisse la serie di fotoromanzi neri Killing e, in seguito, anche per altri editori, vari tascabili per adulti, alcuni dei quali ideati da lui stesso come Helga. Nel 1970 ideò e scrisse la serie a fumetti Jolanka, edita con successo da Furio Viano fino al 1976.
Fu un grande sostenitore del fandom italiano della fantascienza e partecipò dal 1965 alle sue primissime fasi assieme al suo allora giovane pupillo Vittorio Curtoni, curando la fanzine Nuovi Orizzonti (con Lucio Ciccone e Curtoni), poi ribattezzata Numeri Unici (col solo Curtoni), e in seguito ideando una nuova fanzine, Verso le Stelle, che divenne una rivista distribuita in edicola, infine collaborando alla rivista Star nei primi anni ottanta.
È stato direttore delle edizioni Ponzoni. Ha collaborato in qualità di saggista alle riviste e collane Gemini, Perry Rhodan, Verso le stelle (ed. Solaris), per la quale fu anche sceneggiatore di fumetti, I grandi della fantascienza (Il Picchio), Star (Epierre), Nova SF* (Perseo libri), Studi e cataloghi (ed. Biblioteca civica di Verona).
Morì nel 2001 a Milano all'età di 65 anni per le complicazioni di una flebotrombosi.

## Opere
(elenco parziale)

### Romanzi
- Un libro nella polvere (come Louis Navire), 1ª puntata in Cosmo 159, Ponzoni Editore, 1964; in Un libro nella polvere I cubi di Higart, Cosmo. I Capolavori della fantascienza 81, Ponzoni Editore, 1968.
- Una strada nel cielo (romanzo breve), in 11 puntate in Antar Re della Giungla, a. I n.1 - a. II n. 9, Ponzoni Editore, 1964-1965
- Ai confini del microcosmo (romanzo breve, come Lewis Flash), in 7 puntate in Cosmo 170-176, Ponzoni Editore, 1965
- Un carro nel cielo (romanzo breve, come Louis Navire), Cosmo 171, Ponzoni Editore, 1965; in Un carro nel cielo Gli immortali di Mohll, Cosmo. I Capolavori della fantascienza 86, Ponzoni Editore, 1968.
- I pionieri di Exlan o Conquistatori spaziali (come Louis Navire), come I pionieri di Exlan, Cosmo 174, Ponzoni Editore, 1965; ne I figli del grande nulla I pionieri di Exlan, Cosmo. I Capolavori della fantascienza 75, Ponzoni Editore, 1967; I Grandi della Fantascienza 6, Editrice Il Picchio, 1979; come Conquistatori spaziali, in Conquistatori spaziali - Gli anni delle tenebre, Raccolta "Spazio 2000" 19, Editrice Il Picchio, 1981.
- Una storia fra le stelle (romanzo breve), in 5 puntate in Antar Re della Giungla, a. II n. 10 - a. III n.2, Ponzoni Editore, 1965-1966; in appendice a Cosmo. I Capolavori della fantascienza 87, 88 e 92, Ponzoni Editore, 1968; ne I figli della galassia, Altair Fantascienza 1, Editrice Il Picchio, 1976; ne I figli della galassia - I commandos del tempo, Raccolta "Spazio 2000" 13, Editrice Il Picchio, 1980,
- Un drago per Heart (romanzo breve, come Louis Navire), Cosmo 180, Ponzoni Editore, 1965; in Un Drago per Heart Anonima resurrezioni, Cosmo. I Capolavori della fantascienza 92, Ponzoni Editore, 1968.
- Ritorno alla Terra (romanzo breve, come Louis Navire), Cosmo 186, Ponzoni Editore, 1966; in Ritorno alla Terra I barbari di Marte, Cosmo. I Capolavori della fantascienza 100, Ponzoni Editore, 1968.
- Ritorno alle origini o Il pianeta promesso (romanzo breve, come Lewis Flash); in 11 puntate come Ritorno alle origini, in appendice a Cosmo 186-196, Ponzoni Editore, 1966; in 11 puntate, in appendice a Cosmo. I Capolavori della fantascienza 91-100, Ponzoni Editore, 1968; Spazio 2000 18, Editrice Il Picchio, 1978; come Il pianeta promesso in Demo-zero - Il pianeta promesso, Raccolta "Spazio 2000" 8, Editrice Il Picchio, 1980.
- Estinzione uomo (romanzo breve, come Louis Navire), Cosmo 196, Ponzoni Editore, 1966; in Estinzione uomo Eredità per l'antenato, Cosmo. I Capolavori della fantascienza 97, Ponzoni Editore, 1968.
- Era oscura, Perry Rhodan 13 bis, D. N., 1977.
- Spettri stellari (romanzo breve, con Vittorio Curtoni), in Verso le Stelle 7, Solaris Editrice, 1979.